# 著陸

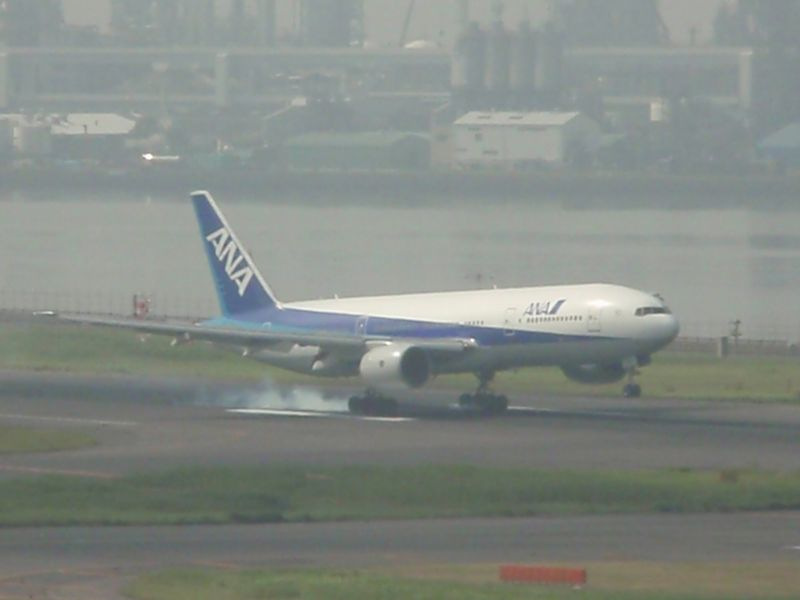
著陸中的飛機

著陸（英語：Landing），指飛行中的動物或航空器降落地面的過程，包括與地表接觸後的移動、減速及達成靜止狀態。在日語裡太空飛行器降落外星球的過程亦稱為，但在漢語裡，此一過程習慣稱之為「著陸」或「登陸」。

## 相关
- 航程